# Campylaspis maculata
Campylaspis maculata är en kräftdjursart som beskrevs av John Todd Zimmer 1907. Campylaspis maculata ingår i släktet Campylaspis och familjen Nannastacidae.
Artens utbredningsområde är Sydgeorgien. Inga underarter finns listade i Catalogue of Life.